# Cantone di Hauteville-Lompnes
Il Cantone di Hauteville-Lompnes è una divisione amministrativa dell'arrondissement di Belley con capoluogo Hauteville-Lompnes.
A seguito della riforma approvata con decreto del 13 febbraio 2014, che ha avuto attuazione dopo le elezioni dipartimentali del 2015, è passato da 6 a 41 comuni.

## Composizione
I 6 comuni facenti parte prima della riforma del 2014 erano:
- Aranc
- Corlier
- Cormaranche-en-Bugey
- Hauteville-Lompnes
- Prémillieu
- Thézillieu

Dal 2015 i comuni appartenenti al cantone sono diventati 41, ridottisi poi ai seguenti 37 dal 1º gennaio 2016 per la fusione dei comuni di Hotonnes, Le Grand-Abergement, Le Petit-Abergement e Songieu nel nuovo comune di Haut-Valromey e Champdor e Corcelles nel nuovo comune di Champdor-Corcelles:
- Anglefort
- Aranc
- Armix
- Artemare
- Belmont-Luthézieu
- Béon
- Brénaz
- Brénod
- Chaley
- Champagne-en-Valromey
- Champdor-Corcelles
- Chavornay
- Chevillard
- Condamine
- Corbonod
- Corlier
- Cormaranche-en-Bugey
- Culoz
- Évosges
- Hauteville-Lompnes
- Haut-Valromey
- Hostiaz
- Izenave
- Lantenay
- Lochieu
- Lompnieu
- Outriaz
- Prémillieu
- Ruffieu
- Seyssel
- Sutrieu
- Talissieu
- Tenay
- Thézillieu
- Vieu
- Vieu-d'Izenave
- Virieu-le-Petit